# Prva hrvatska nogometna liga (2017/2018)
Prva hrvatska nogometna liga 2017/2018 (oficjalnie znana jako Hrvatski Telekom Prva liga ze względów sponsorskich) była 27. edycją najwyższej klasy rozgrywkowej piłki nożnej w Chorwacji.
Brało w niej udział 10 drużyn, które w okresie od 14 lipca 2017 do 19 maja 2018 rozegrały 36 kolejek meczów.
Sezon zakończył baraż o miejsce w przyszłym sezonie w Prva hrvatska nogometna liga.
Obrońcą tytułu była drużyna HNK Rijeka. Mistrzostwo po raz dziewiętnasty w swej historii zdobyło Dinamo Zagrzeb.

## Drużyny
| Uczestnicy poprzedniej edycji                                                                                 | Uczestnicy poprzedniej edycji | Uczestnicy poprzedniej edycji | Uczestnicy poprzedniej edycji |
| --- | ----------------------------- | ----------------------------- | ----------------------------- |
| RIJ | HNK Rijeka                    | 1                             |                               |
| DIN | Dinamo Zagrzeb                | 2                             |                               |
| HAJ | Hajduk Split                  | 3                             |                               |
| OSI | NK Osijek                     | 4                             |                               |
| LOK | Lokomotiva Zagrzeb            | 5                             |                               |
| IST | Istra 1961                    | 6                             |                               |
| SLA | Slaven Belupo                 | 7                             |                               |
| INZ | Inter Zaprešić                | 8                             |                               |
| po barażach                                                                                                   |                               |                               |                               |
| CIB | Cibalia Vinkovci              | 9                             |                               |
| Awans z Druga hrvatska nogometna liga                                                                         |                               |                               |                               |
| RUD | NK Rudeš                      | 1                             |                               |
| Oznaczenia: - kolumna pierwsza – skróty nazw drużyn, - kolumna trzecia – miejsce zajęte w poprzednim sezonie. |                               |                               |                               |

## Tabela
| Lp. | Drużyna               | M  | Z  | R  | P  | B+ | B– | +/– | Pkt | Kwalifikacja lub spadek                      |
| --- | --------------------- | -- | -- | -- | -- | -- | -- | --- | --- | -------------------------------------------- |
| 1   | Dinamo Zagrzeb (M, P) | 36 | 22 | 7  | 7  | 68 | 34 | +34 | 73  | Liga Mistrzów UEFA • II runda kwalifikacyjna |
| 2   | HNK Rijeka            | 36 | 22 | 4  | 10 | 75 | 32 | +43 | 70  | Liga Europy UEFA • III runda kwalifikacyjna  |
| 3   | Hajduk Split          | 36 | 19 | 9  | 8  | 70 | 38 | +32 | 66  | Liga Europy UEFA • II runda kwalifikacyjna   |
| 4   | NK Osijek             | 36 | 14 | 14 | 8  | 53 | 38 | +15 | 56  | Liga Europy UEFA • I runda kwalifikacyjna    |
| 5   | Lokomotiva            | 36 | 14 | 9  | 13 | 47 | 48 | −1  | 51  |                                              |
| 6   | Slaven Belupo         | 36 | 11 | 10 | 15 | 35 | 45 | −10 | 43  |                                              |
| 7   | Inter Zaprešić        | 36 | 11 | 10 | 15 | 43 | 64 | −21 | 43  |                                              |
| 8   | NK Rudeš              | 36 | 10 | 10 | 16 | 41 | 62 | −21 | 40  |                                              |
| 9   | Istra 1961 (B, O)     | 36 | 6  | 9  | 21 | 28 | 60 | −32 | 27  | Baraże o utrzymanie                          |
| 10  | HNK Cibalia (S)       | 36 | 6  | 8  | 22 | 36 | 75 | −39 | 26  | Spadek do Druga hrvatska nogometna liga      |

## Wyniki
| Gospodarz \ Gość | CIB | DIN | HJD | INZ | IST | LOK | OSI | NKR | RUD | SLA | CIB | DIN | HJD | INZ | IST | LOK | OSI | NKR | RUD | SLA |
| ---------------- | --- | --- | --- | --- | --- | --- | --- | --- | --- | --- | --- | --- | --- | --- | --- | --- | --- | --- | --- | --- |
| HNK Cibalia      |     | 2–5 | 1–2 | 1–2 | 1–4 | 0–1 | 2–1 | 1–2 | 3–0 | 1–0 |     | 0–2 | 0–5 | 3–0 | 1–1 | 1–1 | 1–1 | 0–0 | 1–1 | 1–3 |
| Dinamo Zagrzeb   | 4–0 |     | 3–1 | 1–0 | 2–0 | 2–0 | 1–1 | 3–1 | 3–2 | 2–0 | 1–0 |     | 0–1 | 3–1 | 5–1 | 1–4 | 0–1 | 0–1 | 2–0 | 1–0 |
| Hajduk Split     | 2–1 | 2–2 |     | 2–0 | 2–0 | 2–2 | 1–1 | 0–2 | 2–3 | 1–0 | 4–0 | 1–2 |     | 5–0 | 3–2 | 1–0 | 1–1 | 1–1 | 1–0 | 0–1 |
| Inter Zaprešić   | 3–1 | 1–3 | 2–2 |     | 2–2 | 1–1 | 3–1 | 1–3 | 3–1 | 0–1 | 3–2 | 0–0 | 0–3 |     | 1–0 | 1–2 | 1–0 | 0–3 | 1–1 | 0–0 |
| Istra 1961       | 0–1 | 0–0 | 1–3 | 1–1 |     | 1–2 | 1–1 | 1–0 | 2–1 | 1–0 | 0–0 | 0–4 | 1–5 | 2–4 |     | 1–0 | 1–1 | 0–1 | 1–1 | 2–1 |
| Lokomotiva       | 1–3 | 0–3 | 1–3 | 3–0 | 1–0 |     | 2–3 | 1–0 | 1–1 | 0–0 | 2–1 | 3–1 | 0–2 | 2–3 | 0–0 |     | 1–1 | 1–0 | 2–2 | 5–2 |
| NK Osijek        | 1–1 | 1–1 | 2–1 | 3–0 | 2–1 | 3–0 |     | 1–0 | 1–1 | 2–0 | 3–1 | 2–4 | 3–3 | 1–1 | 2–0 | 0–1 |     | 2–1 | 3–0 | 3–0 |
| HNK Rijeka       | 7–0 | 0–2 | 1–2 | 0–0 | 2–0 | 2–1 | 1–2 |     | 4–1 | 2–0 | 5–1 | 4–1 | 3–1 | 5–1 | 4–0 | 3–1 | 1–0 |     | 3–0 | 2–0 |
| NK Rudeš         | 1–1 | 1–1 | 0–4 | 0–2 | 1–0 | 0–1 | 1–1 | 1–5 |     | 1–2 | 3–2 | 1–0 | 2–1 | 2–0 | 2–1 | 1–2 | 1–0 | 4–2 |     | 2–0 |
| Slaven Belupo    | 2–1 | 0–1 | 0–0 | 1–2 | 2–0 | 1–0 | 1–1 | 1–1 | 2–2 |     | 2–0 | 2–2 | 0–0 | 3–3 | 1–0 | 2–2 | 2–1 | 1–3 | 2–0 |     |

1. ↑  Przerwany w przerwie przy stabie 0:0 z powodu podmokłego boiska, dokończony 16 grudnia.

## Baraże o utrzymanie
Drużyna Istra 1961 wygrała 3-2 dwumecz z NK Varaždin wicemistrzem Druga hrvatska nogometna liga o miejsce w Prva hrvatska nogometna liga na sezon 2018/2019.
| 30 maja 2018 | Istra 1961                                     | 3:1   | NK Varaždin |                                                                 |
| 19:00        | Kulenović 55' (sam.) · Vojnović 76' · Roce 88' | (0:1) | 10' Drožđek | Stadion im. Aldo Drosiny, Pula Widzów: 4 107 Sędzia: Fran Jović |

| 2 czerwca 2018 | NK Varaždin | 1:0   | Istra 1961 |                                                                       |
| 19:00          | Drožđek 55' | (0:0) |            | Stadion Anđelko Herjavec, Varaždin Widzów: 8 153 Sędzia: Duje Strukan |

## Najlepsi strzelcy
| Bramki | Strzelcy               | Drużyna                            |
| ------ | ---------------------- | ---------------------------------- |
| 17     | El Arbi Hillel Soudani | Dinamo Zagrzeb                     |
| 16     | Héber                  | HNK Rijeka                         |
| 15     | Mario Gavranović       | HNK Rijeka (7), Dinamo Zagrzeb (8) |
| 15     | Mirko Iwanowski        | Slaven Belupo                      |
| 14     | Mario Budimir          | NK Rudeš (13), Dinamo Zagrzeb (1)  |
| 12     | Jakov Puljić           | Inter Zaprešić (4), HNK Rijeka (8) |
| 11     | Lovro Majer            | Lokomotiva                         |
| 11     | Said Ahmed Said        | Hajduk Split                       |
| 9      | Ante Erceg             | Hajduk Split                       |
| 9      | Haris Hajradinović     | NK Osijek                          |
| 9      | Franck Ohandza         | Hajduk Split                       |

Źródło: transfermarkt

## Stadiony
| Cibalia Vinkovci |
| Cibalia          |
| 9 958            |
|                  |

| Dinamo Zagrzeb |
| Maksimir       |
| 37 168         |
|                |

| Hajduk Split |
| Poljud       |
| 34 448       |
|              |

| Inter Zaprešić |
| ŠRC Zaprešić   |
| 5 228          |
|                |

| Istra 1961   |
| Aldo Drosina |
| 8 923        |
|              |

| Lokomotiva Zagrzeb |
| Kranjčevićeva      |
| 8 850              |
|                    |

| NK Osijek   |
| Gradski vrt |
| 22 050      |
|             |

| HNK Rijeka       |
| Stadion Rujevica |
| 8 279            |
|                  |

| Rudeš Zagrzeb         |
| Stadion Kranjčevićeva |
| 8 850                 |
|                       |

| Slaven Belupo   |
| Gradski stadion |
| 3 059           |
|                 |